# Iñigo Landaluze
Iñigo Landaluze Intxaurraga (Getxo, 9 mei 1977) is een Spaans voormalig wielrenner.

## Carrière
Landaluze werd prof in 2001 bij Euskaltel, waar hij zijn hele actieve loopbaan voor zou rijden. In zijn eerste profjaren reed Landaluze als vrij onopvallende knecht in het peloton en behaalde slechts enkele ereplaatsen. Zijn enige grote succes behaalde hij in 2005, toen hij in de Dauphiné Libéré tweede werd in een bergetappe, achter Axel Merckx, en zo de leiderstrui overnam van Levi Leipheimer, die in de achtervolging te veel risico had genomen en was gevallen. Landaluze verloor in de etappes die volgden nog wel wat tijd, maar hield in het eindklassement uiteindelijk 11 seconden voorsprong over op Santiago Botero. Het was zijn eerste en enige zege in het profwielrennen.
Na deze overwinning volgde er echter minder goed nieuws: Landaluze testte positief op het gebruik van testosteron. Hij werd echter vrijgesproken wegens procedurefouten. Dezelfde onderzoeker had namelijk zowel zijn A- als B-staal onderzocht, wat niet toegestaan is.
Op 17 juli 2009 werd bekend dat Landaluze twee keer positief had getest op het middel Cera. Dat was onder andere gebeurd in de Dauphiné Libéré 2009. Hij keerde hierna niet meer terug in de wielersport.

## Palmares
Belangrijkste overwinningen en ereplaatsen:
2000
- eindklassement Copa de España
- Cursa Ciclista de Llobregat

2002
- 2e plaats 1e etappe Euskal Bizikleta

2005
- 2e plaats 5e etappe Dauphiné Libéré
- eindklassement Dauphiné Libéré

2006
- 3e plaats 10 etappe Ronde van Frankrijk
- 2e plaats 11e etappe Ronde van Spanje

2007
- 2e plaats 7e etappe Ronde van Frankrijk

## Resultaten in voornaamste wedstrijden
| Jaar | Ronde van Italië | Ronde van Frankrijk | Ronde van Spanje |
| ---- | ---------------- | ------------------- | ---------------- |
| 2002 |                  |                     |                  |
| 2003 |                  | 101e                |                  |
| 2004 |                  | 52e                 |                  |
| 2005 |                  | 100e                |                  |
| 2006 |                  | 49e                 | 60e              |
| 2007 |                  | 43e                 | 75e              |
| 2008 | opgave           |                     | 63e              |
| 2009 |                  |                     |                  |

| Jaar | Milaan-San Remo | Gent-Wevelgem | Ronde van Vlaanderen | Parijs-Roubaix | Amstel Gold Race | Luik-Bast.‑Luik | Ronde van Lombardije | Clásica San Sebastián |  | Wereldranglijsten |
| ---- | --------------- | ------------- | -------------------- | -------------- | ---------------- | --------------- | -------------------- | --------------------- |  | ----------------- |
| 2002 |                 |               |                      | 38e            |                  |                 |                      |                       |  |                   |
| 2003 |                 |               |                      |                |                  | 48e             |                      |                       |  |                   |
| 2004 | 23e             |               |                      |                |                  | 17e             |                      | 118e                  |  |                   |
| 2005 |                 | 27e           | 42e                  |                | 24e              |                 |                      |                       |  |                   |
| 2006 |                 |               |                      |                |                  |                 |                      | 44e                   |  | 140e (UPT)        |
| 2007 |                 |               |                      |                |                  |                 |                      | 8e                    |  | 113e (UPT)        |
| 2008 | 14e             |               |                      |                |                  |                 | 51e                  |                       |  |                   |
| 2009 |                 |               |                      |                | 59e              | 94e             |                      |                       |  |                   |